# Цебрионины
Цебрионины (лат. Cebrioninae) — небольшое подсемейство жуков из семейства жуков-щелкунов. В Палеарктике живут представители четырёх родов.

## Распространение
Встречается на севере Африки, на юго-западе Европы и в юго-западной Азии. Ареал представителей этой группы не доходит до территории России. Основное европейское распространение — Португалии, Испании, Франции и Италии.

## Систематика
Самым большим родом подсемейства является Cebrio, где приблизительно 200 видов населяющих палеарктический регион. Это подсемейство также может рассматриваться как самостоятельное семейство Cebrionidae (Цебриониды).

### Классификация
- Подсемейство: Cebrioninae
  - Триба: Cebrionini
    - Род: Cebrio
    - Род: Scaptolenus LeConte, 1853
    - Род: Selonodon Latreille, 1834

  - Триба: Aplastini
    - Род: Aplastus
    - Род: Euthysanius
    - Род: Octinodes